# 原田大六
原田 大六（はらだ だいろく、1917年1月1日 - 1985年5月27日）は、日本の考古学者。伊都歴史資料館（伊都国歴史博物館の前身）名誉館長。

## 来歴
福岡県糸島郡前原町（現糸島市）に、測量士の父・猪之助、母・ユクの長男として生まれ、大正6年の生まれから「大六」と名付けられる。1931年、福岡県立糸島中学校（現在の福岡県立糸島高等学校）在学中に安河内隆の薫陶を受け、考古学に傾倒し、糸島郡内の遺跡を踏査する。この時に採集した土器や石器が、現在の糸島高等学校博物館の基礎となる。しかし考古学に傾倒したために成績は低かった。中学卒業後に上京して津上製作所に就職し計測器の研摩工に就いたが、1941年に召集され、中国大陸各地を転戦。武昌で終戦を迎え、1946年に復員。故郷に戻り中学校の代用教員をしていたが、大陸で憲兵だった経歴が仇となり、公職追放で失職する。
その後、突如として「おれは考古学をやる」と宣言。林子平の六無斎に因んで、土地・家・金・学歴・資料・書物・妻・職を持たない八無斎を名乗る。1947年春から、福岡市荒戸に居を構えていた中山平次郎に師事。以来、板の間で正座したまま、一日6時間以上のマンツーマンの講義が9年近く続いた。1949年、日本で初めてとなる支石墓（ドルメン）を三雲曽根原の石ヶ崎で発見する。その後、糸島地域の発掘・調査を通じて、日本神話のモデルは糸島であるとする考えを抱く。
当時、邪馬台国近畿説に関連して小林行雄が唱えた「銅矛銅剣文化論」を、銅鐸や銅矛の用途が追求されないまま、和辻哲郎以来の銅鐸文化圏と銅矛銅剣文化圏の対立という想定が継承されていることを批判し、誤謬類推として批判した。そして、祭祀品としての青銅器と実用品としての青銅器を区別し、青銅祭器分布図を作成し、その後の研究の基礎を作った。さらに、小林が主張していた銅鏡の手づれ（摩滅）による「伝世鏡論」も、研磨工としての経験から否定し、鋳造時の不完全さからなる「湯冷え」（鋳型に金属が完全に回る前に固まってしまうこと）であると主張した。なお、現在の研究では、手づれや湯冷えではなく、もととなった鏡を型抜きして製作された鋳型によって鋳造された「踏み返し」であると考えられている。
1950年、初の著作となる『日本国家の起源 -古墳文化形成過程の研究-』を刊行した。
1965年、前原町有田で平原遺跡を発掘調査。2世紀後半とした1号墓は、割竹形木棺や墳丘を持つ弥生時代末期の「弥生古墳」であった。37面にも及ぶ銅鏡の出土に加え、銅鏡・鉄製素環頭大刀・勾玉という三種の神器を彷彿とさせる副葬品、八咫鏡と平原遺跡出土鏡の近似性から、古墳との共通性を推測。さらに、墳丘墓付近にあった2つ一組の穴を鳥居と推定し、2組の鳥居がそれぞれ日向国に通じる名のある日向（ひなた）峠と高祖山に向いていることから、被葬者を太陽に関わる神事を行っていた人物とした。そして、記紀の神代の記述は北部九州で起きた史実を記録したものであり、平原遺跡の被葬者を玉依姫、つまり大日孁貴尊（おおひるめのむち）=天照大神であると推量した。原田は、翌1966年に出版した著作『実在した神話』で、これらの持論を展開。終戦後、皇国史観の反動で唯物史観が学会の主流を占め、記紀の内容は架空の絵空事だとされていた学会に衝撃を与えた。
その後も、沖ノ島の発掘調査に参加し、金属遺物の検討を行なうなど、在野の考古学者として活躍。前原市（現糸島市）が建設した伊都歴史資料館（伊都国歴史博物館の前身）の初代館長への就任が予定されていたが、1985年に脳梗塞で逝去。同資料館名誉館長の称号が贈られ、館の前に銅像が建てられた。

## 人物
- その強烈な個性と攻撃的な論調から、ケンカ大六の異名を持っていた[1]。特にアカデミズムに対する批判精神は凄まじく、著書では各地の大学教授を名指しで批判することをためらわず、著書『万葉革命』の序文では「真理を愛する若い全国の学生諸君に訴える。骸骨がネクタイを締め、背広を着て、教壇に立ち、骸骨万葉学の講義を行い、学生諸君を骸骨化しようとしている。」と述べている。
- 自宅の表札の下には「面会謝絶」と書いた札を掲げ、電話は「うるさくて集中できない」という理由で家に置くことを許さなかった。テレビにいたっては、毎年年末になると電気屋がアンテナの修理に来て、正月にドラマをいくつか見た後は再びアンテナを破壊する徹底振りであった。

## 著作

### 著書
- 『日本古墳文化-奴国王の環境-』東京大学出版会（1954年）
  - 後に再版（三一書房、1975年）
- 『沖ノ島 調査報告書』宗像大社復興期成会（共著、1958年）
- 『続・沖ノ島 調査報告書』宗像大社復興期成会（共著、1961年）
- 『邪馬台国論争』三一書房（1961年）
  - 後に同社から再版（1975年 ISBN 9784380692000）
- 『磐井の叛乱 -抹殺された英雄-』河出書房新社（1963年）
- 『実在した神話 -発掘された平原弥生古墳-』學生社（1966年）
  - 後に同社から再版（1998年 ISBN 9784311202162）
- 『邪馬台国論争』三一書房（1969年）
- 『万葉集発掘 -考古学による万葉発掘-』朝日新聞社（1973年）
- 『新稿 磐井の叛乱』三一書房（1973年）
- 『万葉集点睛』丸ノ内出版（1974年～1975年）
- 『邪馬台国論争』三一書房（1975年）
- 『日本国家の起源』三一書房（1975年～1976年）
- 『卑弥呼の鏡』六興出版（1977年）
- 『雷雲の神話』三一書房（1978年）
- 『銅鐸への挑戦（全五巻）』六興出版（1980年）
- 『阿弥陀仏経碑の謎 -浄土門と宗像大宮司家-』六興出版（1984年）
- 『平原弥生古墳　大日孁貴尊（おおひるめのむち）の墓（上下巻）』葦書房（1991年）
- 『悲劇の金印』學生社（1992年 ISBN 9784311201509）

### 論文
- 「福岡県石ヶ崎の支石墓を含む原始墓地」 『考古学雑誌』第38巻第4号 日本考古学会 1952年
- 「神籠石の諸問題」 『考古学研究』第6巻第3号（23号） 考古学研究会 1959年
- 「鋳鏡における湯冷えの現象について一伝世による手磨れの可否を論ず」 『考古学研究』第6巻第4号（24号） 考古学研究会 1959年
- 「平形銅剣の形成と編年」『考古学雑誌』第47巻第2号 日本考古学会 1961年
- 「雷山神籠石の列石考」 『古代学研究』第28号 古代学協会 1961年
- 「抉入片刃石器乃再検討」 『古代学研究』第34 - 35号 古代学協会 1963年
- 「考古学における事象と物象 -考古学から歴史学への方法論的基礎づけ-」 『考古学研究』第9巻第4号（36号） 考古学研究会 1963年
- 「福岡県「平原弥生古墳」の問題点」 『古代学研究』第42・43号 古代学協会 1966年